# Bissiga (Lâ-Todin)
Pour les articles homonymes, voir Bissiga.
Bissiga est une localité située dans le département de Lâ-Todin de la province du Passoré dans la région Nord au Burkina Faso.

## Géographie
Bissiga se trouve à 13 km au sud-est du centre de Lâ-Todin, le chef-lieu du département, à 5 km au nord-est de Minissia et à 20 km au sud-ouest de Yako, le chef-lieu de la province. Le village est traversé par le route nationale 13 reliant Yako à Koudougou.

## Santé et éducation
Le centre de soins le plus proche de Bissiga est le centre de santé et de promotion sociale (CSPS) de Minissia tandis que le centre médical avec antenne chirurgicale (CMA) de la province se trouve à Yako.